# Murders in the Zoo
Murders in the Zoo é um filme norte-americano de 1933, do gênero terror, dirigido por A. Edward Sutherland e estrelado por Charles Ruggles e Lionel Atwill.
Pequeno filme de terror ambientado em um zoológico, elogiado pela crítica.

## Sinopse
Zoólogo extremamente ciumento, Eric Gorman usa veneno de uma serpente para matar Roger Hewitt, amante de sua esposa Evelyn. Não satisfeito, ele atira Evelyn numa cova de crocodilos, quando ela pensa em procurar a polícia. Perseguido por Jack Woodford, especialista em animais, e Jerry Evans, filha do dono do zoológico, Eric tenta fugir mas acaba, acidentalmente, por ficar preso numa jaula onde vive outra serpente!

## Elenco
| Ator/Atriz      | Personagem        |
| --------------- | ----------------- |
| Charles Ruggles | Peter Yates       |
| Lionel Atwill   | Eric Gorman       |
| Gail Patrick    | Jerry Evans       |
| Randolph Scott  | Dr. Jack Woodford |
| John Lodge      | Roger Hewitt      |
| Kathleen Burke  | Evelyn Gorman     |
| Harry Beresford | Professor Evans   |